# Trémoulet
Trémoulet é uma comuna francesa na região administrativa de Occitânia, no departamento de Ariège. Estende-se por uma área de 3,89 km². Em 2010 a comuna tinha 129 habitantes (densidade: 33,2 hab./km²).